# العلاقات المكسيكية الروسية
العلاقات المكسيكية الروسية هي العلاقات الثنائية التي تجمع بين المكسيك وروسيا.

## تاريخ
بدأت الإمبراطورية الروسية، في عام 1806 وبقيادة الإمبراطور ألكسندر الأول، خطة طموحة لتوسيع أنشطتها في ألاسكا (التي استقرت منذ ثمانينيات القرن الثامن عشر)، وفي كاليفورنيا (التي كانت تحت سيطرة الإمبراطورية الإسبانية آنذاك). وصل الدبلوماسي والمستكشف الروسي نيكولاي ريزانوف إلى كاليفورنيا في عام 1806 لتأمين إنتاج الغذاء لمستعمرات تجارة الفراء الروسية. أنشأت الشركة الروسية الأمريكية شركة فورت روس في عام 1812 في شمال كاليفورنيا حاليًا.
أقامت المكسيك وروسيا رسميًا العلاقات الدبلوماسية في 1 ديسمبر عام 1890 في مكسيكو سيتي؛ ومثل البارون رومان روزين فيها إمبراطور روسيا ألكسندر الثالث. افتُتِحت أول مفوضية روسية في العاصمة المكسيكية في عام 1819. فُقِدت العلاقات الدبلوماسية بين البلدين تقريبًا خلال الثورات ذات الصلة بين عامي 1910-1920 في المكسيك وفي عام 1917 في روسيا.

### الاتحاد السوفيتي
أصبحت روسيا جزءًا من الاتحاد السوفيتي في عام 1922. أصبحت المكسيك أول دولة في الأمريكتين تقيم علاقات مع الاتحاد السوفيتي في أغسطس عام 1914. عين السوفييت ألكسندرا كولونتاي، أول سفيرة في العالم، سفيرة لهم في المكسيك في عام 1926.
قطعت الدولتان العلاقات الدبلوماسية بسبب «الخلافات الأيديولوجية» في 26 يناير عام 1930. انتقل السياسي السوفيتي السابق ليون تروتسكي وزوجته ناتاليا سيدوفا من النرويج للعيش خلال المنفى في المكسيك في عام 1936. رحب الرئيس المكسيكي لازارو كارديناس بتروتسكي بحرارة، وخصص قطارًا خاصًا لنقله إلى مكسيكو سيتي من ميناء تامبيكو. عاش تروتسكي ذات مرة في منزل الرسامين دييغو ريفيرا وفريدا كاهلو في المكسيك. اغتال عميل في المفوضية الشعبية للشؤون الداخلية، رامون ميركادير، تروتسكي في مكتبه في أغسطس عام 1940.
دخلت المكسيك الحرب العالمية الثانية بإعلانها الحرب على دول المحور في مايو عام 1942 وأصبحت حليفًا للاتحاد السوفيتي. استؤنفت العلاقات الدبلوماسية بين الدولتين في نوفمبر عام 1942. أصبح الرئيس المكسيكي لويس إيشيفيريا أول رئيس مكسيكي وأول رئيس دولة من أمريكا اللاتينية غير شيوعي يزور الاتحاد السوفيتي في عام 1973. وقعت المكسيك نيابة عن أمريكا اللاتينية والاتحاد السوفيتي في عام 1978، خلال زيارة الرئيس المكسيكي خوسيه لوبيز بورتيو الرسمية إلى الاتحاد السوفيتي، على معاهدة تلاتيلولكو التي تحظر «الاختبار، والاستخدام، والتصنيع، والإنتاج، والاستحواذ بأي وسيلة على أي نوع من الأسلحة النووية» في أمريكا اللاتينية ومنطقة البحر الكاريبي.

### الاتحاد الروسي
واصلت المكسيك الحفاظ على العلاقات الدبلوماسية مع الاتحاد الروسي الجديد كدولة خلف لها بعد نهاية الاتحاد السوفيتي في ديسمبر عام 1991. نمت العلاقات الثنائية بين البلدين منذ ذلك الحين باطراد. اشترت المكسيك معدات عسكرية مختلفة من روسيا. تلقت البحرية المكسيكية مدرعة بي تي أر-60 الرباعية الدفع، ومركبة يورال-4320 السداسية الدفع، ومروحية ميل مي-17، وصاروخ إيغلا (صاروخ أرض جو). أطلقت روسيا في عامي 2001 و2013 أقمار اتصالات مكسيكية إلى الفضاء من مدينة بايكونور الكازاخستانية، والتي تديرها روسيا لبرامج إطلاق الفضاء. انطلقت مهمة مشتركة بين المكسيك وروسيا تحت اسم تاتيانا-2 إلى الفضاء في عام 2009، وذلك بالإضافة إلى التخطيط لإطلاق قمر صناعي مشترك آخر يحمل اسم (ميخائيل لومونوسوف) بين البلدين بعد وقت قليل من ذلك العام. احتفلت الدولتان في عام 2015 بمرور 125 عامًا على العلاقات الدبلوماسية.
زار وزير الخارجية الروسي سيرجي لافروف المكسيك في فبراير عام 2020 والتقى بنظيره مارسيلو إبرارد. ناقش وزيرا الخارجية العلاقات الحالية بين البلدين، واحتفلا بمرور 130 عامًا على العلاقات الدبلوماسية بين البلدين.

## الاتفاقيات الثنائية
وقعت الدولتان عدة اتفاقيات ثنائية مثل اتفاقية التعاون الثقافي والعلمي والاقتصادي (1968)، واتفاقية في التعاون الرياضي (1968)، واتفاقية التعاون في السياسة الخارجية (1968)، واتفاقية حظر تخزين الأسلحة النووية في المكسيك (وأمريكا اللاتينية) (1973)، واتفاق التعاون العلمي والتقني (1996)، واتفاقية التعاون في الاستخدامات السلمية للطاقة النووية (2013)، ومذكرة تفاهم بين مؤسسات البلدين الدبلوماسية الأجنبية (2017).

## مقارنة بين البلدين
هذه مقارنة عامة ومرجعية للدولتين:
| وجه المقارنة                                              | المكسيك                                                                               | روسيا                                   |
| --------------------------------------------------------- | ------------------------------------------------------------------------------------- | --------------------------------------- |
| المساحة (كم2)                                             | 1.97 مليون                                                                            | 17.08 مليون                             |
| عدد السكان (نسمة)                                         | 130.53 مليون                                                                          | 146.80 مليون                            |
| الكثافة السكانية (ن./كم²)                                 | 66.26                                                                                 | 8.59                                    |
| العاصمة                                                   | مدينة مكسيكو                                                                          | موسكو                                   |
| اللغة الرسمية                                             | اللغة الإسبانية                                                                       | اللغة الروسية                           |
| العملة                                                    | بيزو مكسيكي                                                                           | روبل روسي                               |
| الناتج المحلي الإجمالي (بليون دولار)                      | 1.15 تريليون                                                                          | 1.58 تريليون                            |
| الناتج المحلي الإجمالي (تعادل القوة الشرائية) بليون دولار | 2.16 تريليون                                                                          | 3.69 تريليون                            |
| الناتج المحلي الإجمالي الاسمي للفرد دولار أمريكي          | 9.01 ألف                                                                              | 9.09 ألف                                |
| الناتج المحلي الإجمالي للفرد دولار أمريكي                 | 17.32 ألف                                                                             |                                         |
| مؤشر التنمية البشرية                                      | 0.756                                                                                 | 0.798                                   |
| رمز المكالمات الدولي                                      | +52                                                                                   | +7                                      |
| رمز الإنترنت                                              | .mx                                                                                   | .ru، .рф، .рус ‏، .su                    |
| المنطقة الزمنية                                           | منطقة زمنية وسطى، المنطقة الزمنية الجبلية، زمن منطقة المحيط الهادئ، منطقة زمنية شرقية | Magadan Time ‏، ت ع م+02:00، ت ع م+12:00 |

## مدن متوأمة
في ما يلي قائمة باتفاقيات التوأمة بين مدن مكسيكية وروسية:
- ترتبط أكابولكو مع يالطا باتفاقية توأمة منذ 19 يوليو 2017.[19][20][19][20]
- ترتبط مدينة مكسيكو مع كالينينغراد باتفاقية توأمة منذ 1 سبتمبر 2008.[21][22][21][22]

## منظمات دولية مشتركة
يشترك البلدان في عضوية مجموعة من المنظمات الدولية، منها:
| علم المنظمة | اسم المنظمة                                      | تاريخ انضمام المكسيك | تاريخ انضمام روسيا |
| ----------- | ------------------------------------------------ | -------------------- | ------------------ |
|             | المنظمة الهيدروغرافية الدولية                    | ?                    | ?                  |
|             | مجموعة العشرين                                   | ?                    | 26 سبتمبر 1999     |
|             | منظمة الشرطة الجنائية الدولية                    | ?                    | 27 سبتمبر 1990     |
|             | الاتحاد البريدي العالمي                          | ?                    | ?                  |
|             | منظمة التجارة العالمية                           | 1995                 | 22 أغسطس 2012      |
|             | الفريق المعني برصد الأرض                         | ?                    | ?                  |
|             | مجموعة الموردين النوويين                         | ?                    | ?                  |
|             | مؤسسة التنمية الدولية                            | 24 أبريل 1961        | 16 يونيو 1992      |
|             | مؤسسة التمويل الدولية                            | 20 يوليو 1956        | 12 أبريل 1993      |
|             | منتدى التعاون الاقتصادي لدول آسيا والمحيط الهادئ | 17 نوفمبر 1993       | 1 نوفمبر 1998      |
|             | منظمة حظر الأسلحة الكيميائية                     | ?                    | ?                  |
|             | الأمم المتحدة                                    | 7 نوفمبر 1945        | 24 أكتوبر 1945     |
|             | الاتحاد الدولي للاتصالات                         | 1 يوليو 1908         | 1866               |
|             | البنك الدولي للإنشاء والتعمير                    | 31 ديسمبر 1945       | 16 يونيو 1992      |
|             | وكالة ضمان الاستثمار متعدد الأطراف               | 1 يوليو 2009         | 29 ديسمبر 1992     |
|             | يونسكو                                           | 4 نوفمبر 1946        | 21 أبريل 1954      |

## أعلام
هذه قائمة لبعض الشخصيات التي تربطها علاقات بالبلدين:
- إلينا بونياتوسكا (صحفية مكسيكية، 19 مايو 1932[30][31][32] – )
- جيوفاني كارو (ملاكم مكسيكي، 14 نوفمبر 1983 – )
- ماهونري مونتيس (ملاكم مكسيكي، 18 نوفمبر 1989 – )

## وصلات خارجية
- موقع وزارة الخارجية المكسيكية
- موقع وزارة الخارجية الروسية